# میو کاتو

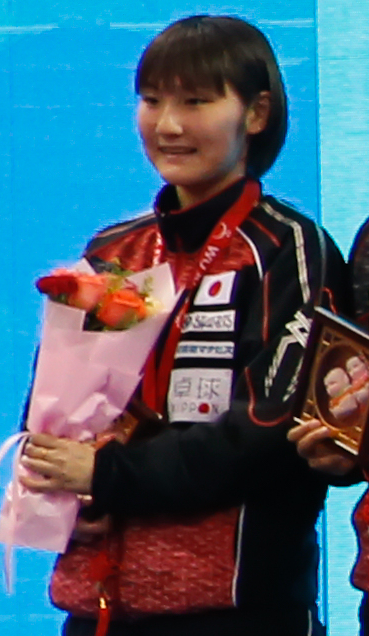
میو کاتو در سال ۲۰۱۷

میو کاتو (انگلیسی: Miyu Kato؛ زادهٔ ۱۴ آوریل ۱۹۹۹) یک بازیکن تنیس روی میز اهل ژاپن است. 
وی در مسابقات کشوری و بین‌المللی در مجموع برنده ۴ مدال طلا، ۲ مدال نقره شده‌است.